# Carss Park
Carss Park – geograficzna nazwa dzielnicy (przedmieścia), położona na terenie samorządu lokalnego Kogarah, wchodzącego w skład aglomeracji Sydney, w stanie Nowa Południowa Walia, w Australii.